# Antípatro II de Macedonia
Antípatro II de Macedonia era el hijo de Casandro y Tesalónica, que era media hermana de Alejandro Magno. Fue Rey de Macedonia (297 - 294 a. C.), junto con su hermano Alejandro V. Mató a su madre y expulsó a su hermano del trono. Alejandro buscó ayuda en Pirro de Epiro y Demetrio I de Macedonia. Demetrio expulsó a Antípatro y después asesinó a Alejandro. Antípatro fue asesinado por Lisímaco de Tracia, después de que huyera de Demetrio a Tracia